# Németporuba
Németporuba (szlovákul Závažná Poruba) község Szlovákiában, a Zsolnai kerületben, a Liptószentmiklósi járásban. A 20. század elején nevét Vágortoványra tervezték magyarosítotani, erre azonban hivatalosan nem került sor.

## Fekvése
Liptószentmiklóstól 2 km-re délre, a Alacsony-Tátra Poludnica nevű tömbje alatt, a Poprádra vezető autópálya mellett fekszik.

## Története
Területe már a történelem előtti időkben is lakott volt, a hallstatti és puhói kultúra emberének használati tárgyai kerültek itt elő.
A falu területének birtokviszonyairól IV. Béla király 1263-ban kelt adománylevele szól először, eszerint az akkor Veszverésnek (Vezverys) nevezett területet – melyhez a község területe is tartozott – a király Lőrinc fia Bohumírnak adja. A falu a 14. században Szentiván határából vált ki, 1377-ben „Nemethporuba” alakban említik először. A Szent-Iványi család egykori birtoka. 1715-ben még 29 adózó háztartása volt, ez 1720-ra 18-ra csökkent. 1784-ben az első népszámlálás 62 házában 483 lakost talált.
A 18. század végén Vályi András így ír róla: „PORUBA. Német Poruba, Széles Poruba. Két tót falu Liptó Vármegyében. Német Porubának földes Ura Szent-Iványi Uraság, fekszik Sz. Iványnak szomszédságában, mellynek filiája; Széles Porubának földes Ura Okolicsányi Uraság, ez fekszik Sz. Andráshoz nem meszsze, ’s ennek filiája, lakosai katolikusok, és másfélék is, határbéli földgye Német Porubának nem épen termékeny, mivel határjának 1/3 része homokos, legelője elég, 2/3 része földgyének síkos; fájok is van mind a’ kétféle, első osztálybéliek.”
1828-ban 83 háza és 741 lakosa volt. Lakói mezőgazdasággal, ácsmesterséggel, kőművességgel foglalkoztak, a 19. század második felétől Budapest nagy építkezésein dolgoztak. Sokan napszámos munkákból tartották el családjukat.
Fényes Elek 1851-ben kiadott geográfiai szótárában így ír a faluról: „Német-Poruba, tót f., Liptó vmegyében, 36 kath., 699 evang., 6 zsidó lak. Kath. fil. szentegyház. F. u. Okolicsányi. Ut. p. Okolicsna.”
A trianoni diktátumig Liptó vármegye Liptószentmiklósi járásához tartozott.
Ma turisztikai és síközpont.

## Népessége
| Év:            | 1994. | 2004.   | 2014.   | 2024.   |
| -------------- | ----- | ------- | ------- | ------- |
| Emberek száma: | 1211  | 1228    | 1252    | 1295    |
| Eltérés:       |       | +1,40 % | +1,95 % | +3,43 % |

| Év:            | 2023. | 2024.   |
| -------------- | ----- | ------- |
| Emberek száma: | 1290  | 1295    |
| Eltérés:       |       | +0,38 % |

1910-ben 1030, túlnyomórészt szlovák lakosa volt.
2001-ben 1250 lakosából 1236 szlovák volt.
2011-ben 1236 lakosából 1207 szlovák.

## Nevezetességei
- Evangélikus temploma 1933-ban épült neogótikus stílusban.
- Szent Lukács evangélistának szentelt római katolikus kápolnája 1837-ből való, tornyát a 20. században építették.

## Külső hivatkozások
- Hivatalos oldal
- A község a régió honlapján
- A község az Alacsony-Tátra turisztikai honlapján
- Községinfó
- Németporuba Szlovákia térképén
- E-obce.sk[halott link]